# ダイノキングバトル

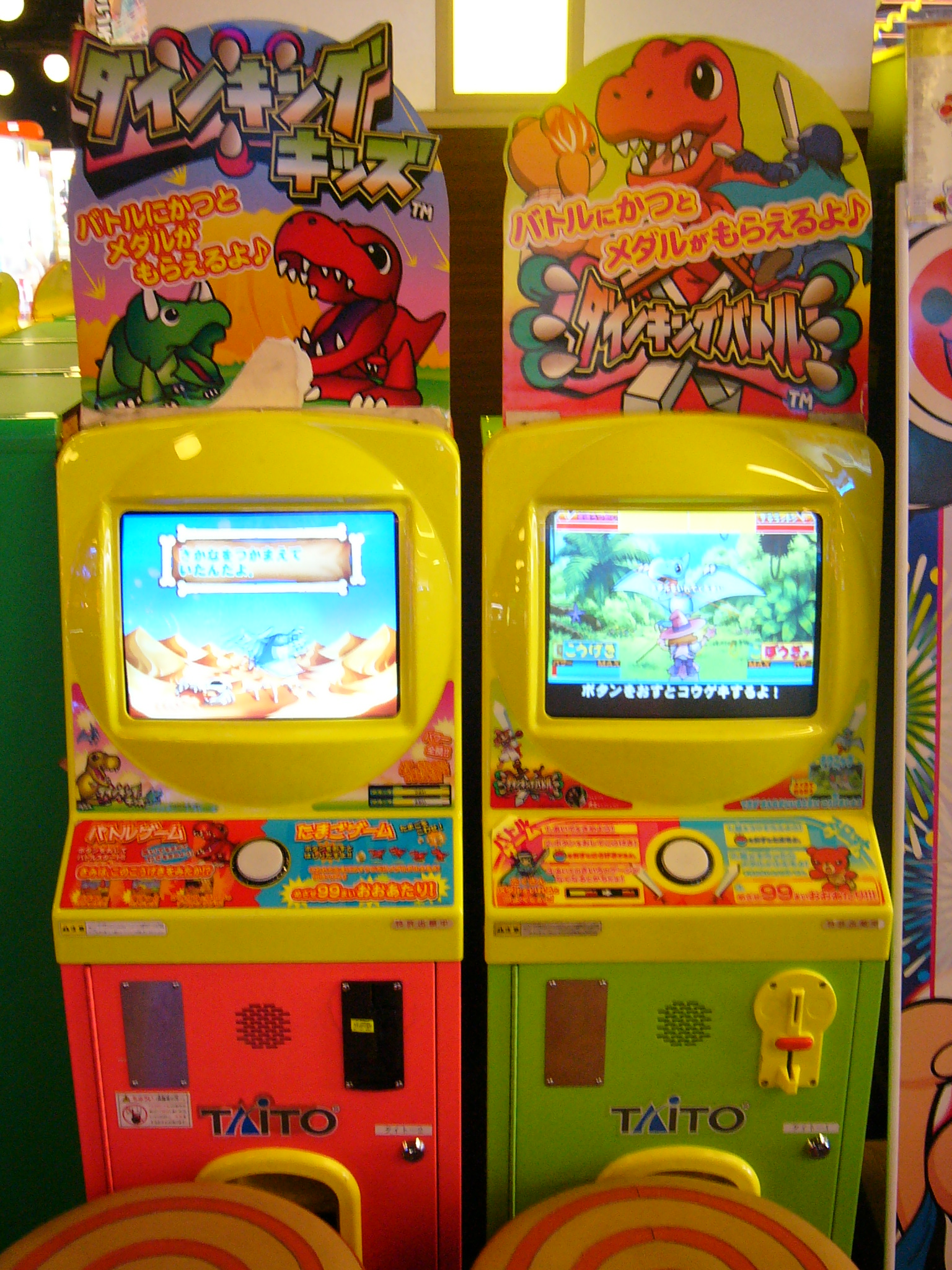
左:ダイノキングキッズ　右:ダイノキングバトル（メダルゲーム）

ダイノキングバトルは、タイトー開発、販売のキッズメダルゲーム、もしくは韓国のD-Gateが開発し、日本国内ではタイトーが販売していたトレーディングカードアーケードゲームである。韓国におけるタイトルは『공룡왕』（直訳すると『恐竜王』）。日本では2008年7月31日にトレーディングカードゲーム版のサービスは終了しているが、韓国では2012年現在でもサービスが行われている。販売時期はメダルゲーム、カードゲーム共に2005年だがメダルゲーム版の方が先に春頃に販売されている。

## 概要
本作は、タイトーが開発販売している大型メダルゲーム機ダイノキングシリーズの派生作品である。ただし、メダルゲーム版とトレーディングカードゲーム版とは全く異なる内容であり、名称と恐竜という共通点以外に本作とのつながりはない。

### メダルゲーム
人間と恐竜が戦う内容となっており、人間側が恐竜に勝利するとベット枚数×オッズ分のメダルが支払われる。オッズの高い恐竜程勝つのは難しい。

### トレーディングカードゲーム
恐竜をテーマにしたゲームであり、恐竜カードとスキルカードを組み合わせてコンピューターや他のプレイヤーと対戦を行う。
2005年4月ごろ頃、韓国において初めて今作が発表された。その後の同年8月末頃にタイトーより国内での販売が行われることが発表されたが、これにより訴訟問題（詳細は後述）に発展した。
2006年8月24日に、ニンテンドーDSの移植版「ダイノキングバトル 太古からの漂流者」が発売されている。

## セガ『古代王者恐竜キング』とのトラブル
カードを用いたゲームそのもののシステムやジャンケンをモチーフとした三すくみの戦闘は、セガが開発・販売したゲーム『甲虫王者ムシキング』と非常に似通っていた。また、早い段階より『ムシキング』の後継として日本国内で発表されていたものの、ムシキング人気が衰えないため稼働が見合わされていた『古代王者恐竜キング』は、ゲームシステムはもとより、恐竜というテーマに至るまで本作に酷似していた。
そのため、本作の国内発表から数日後の2005年9月1日より開催され、本作と『恐竜キング』がともに展示されたアミューズメントマシンショーでは、セガブース内の『恐竜キング』の展示ブースを中心に「『古代王者恐竜キング』は弊社が独自に開発したものであり、ゲーム内容を模倣する行為は、弊社の著作権を侵害する可能性があります」という警告文が張り出され、さらに『恐竜キング』の稼働が急遽早められるという異例の事態となった。
その後、2005年11月4日にセガより『ムシキング』のゲームシステムの特許を侵害しているとして発売中止を求める仮処分申請が東京地裁に出された。この申請は、セガとタイトー両社の間に和解が成立したため2006年3月7日付で取り下げられ、双方のゲームが市場に出回ることとなった。